# 아메리칸 드림

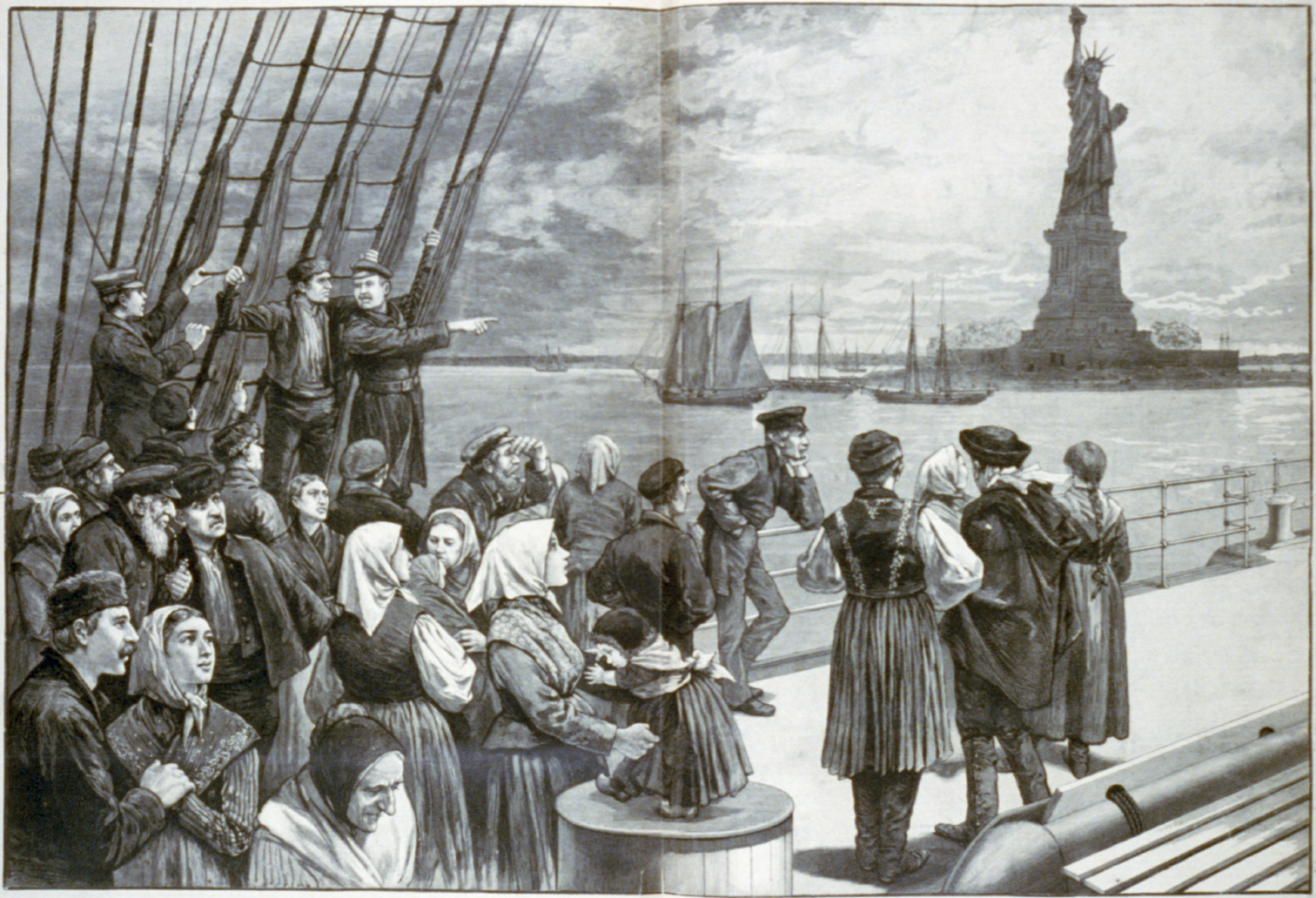

아메리칸 드림(American Dream)은 미국 사람들이 갖고 있는 미국적인 이상 사회를 이룩하려는 꿈을 뜻하는 말로 미국인이라면 대부분이 가지고 있는 공통된 소망으로 무계급 사회와 경제적 번영의 재현, 압제가 없는 자유로운 정치 체제의 영속되는 개념을 포함한다. 하지만 아메리칸 드림은 반드시 미국인들에게만 해당되는 말은 아니다. 미국 이민의 역사를 되돌아 보았을 때, 비교적 이민이 자유로웠던 미국으로 건너 간 외국인들이 미국에 가면 무슨 일을 하든 행복하게 잘살 수 있으리라는 생각 또한 아메리칸 드림에 해당한다.
아메리칸 드림은 단결된 미국을 만드는데 중요한 역할을 했다는 점에서 호평을 받아온 동시에 거기에 버금가는 높은 기대치 때문에 비난을 받아왔다. 역사적으로 하류층의 미국 시민들이 아메리칸 드림으로 인해 사회적으로 조금 더 평등해지거나, 영향력이 커진 사례는 찾아볼 수 없다. 그런 반면 미국의 부의 구조는 항상 상류계층의 사람들로 하여금 이익을 챙기도록 했다.

## 개요
19세기 초부터 미국은 건국자들의 철학, 도덕적 사상을 바탕으로 자신들의 나라가 자유를 상징한다고 여겨왔고 또한 그렇게 되기 위해 많은 노력을 했다. 이런 사상은 신대륙이 얼마만큼 자연적으로 풍요하고 여유로운지를 알 수 있게 해준다. 미국에 역사 속에서 아메리칸 드림이란 의미는 많이 변화되어 왔다. 처음에는 신대륙에 대한 신비감으로 땅 소유 가능성과 미국인에 무한 발전을 의미했지만 지금은 단지 성공하기 위해 상류 측의 미국 문화와 사회에 참여할 수 있는 능력을 의미한다.
미국에서의 성공은 가족에 부나 정치적 관계 보다는 개인의 재능이나 열정으로 가능하다고 여겨져 왔다. 아메리칸 드림에서의 꿈은 아이들이 미국에 교육을 받고 자라고 그 결과 계급, 사회적 지위, 종교, 그리고 종족에 대한 제한을 받지 않는 성공에 기회를 가지게 되는 것을 의미한다. Tommi Uschanov이라는 연구원에 의하면 아메리칸 드림은 사실상 미국 사회 보다 우월한 영국 사회를 의미한다고 했다. 그 이유는 통계적으로 하류 계층에서 태어난 영국인들이 신분 상승 할 수 있는 기회는 미국에서보다 영국이 더 높기 때문이라고 설명했다.

## 기원
역사가이자 저자인 제임스 트러슬로우 애덤스는 ‘아메리칸 드림’이란 문구를 그가 1931에 출간한 《미국의 서사시》라는 책에서 언급했었다.
| “ | 미국인의 꿈은 모든 사람이 부유하고 풍족한 삶을 살고 개인의 능력과 성과에 대한 합당한 보상이 존재하는 꿈의 땅을 말한다. 그러나 상류측 영국시민들에겐 받아들여지기 힘든 꿈일뿐더러 많은 사람들의 미국인의 꿈에 대한 믿음이 실추되어 왔다. 이 꿈은 단지 좋은 차를 타거나, 고소득을 의미하는 것은 아니다. 남녀노소 불구하고 자신의 타고난 능력에 합당한 사회적 위치에 오르는 것이고 또한 신분, 위치, 운과 상관없이 오직 그들에 능력으로만 평가 받는 것이다. | ” |

이어서 그는 이렇게 이야기했다.
| “ | 미국인의 꿈에 현혹돼 지난 몇 세기 동안 미국을 찾은 여러 국가의 많은 사람들에게 꿈은 단지 자원에 풍족함만을 의미하는 것이 아니었다. 그들은 통제된 삶을 살았던 오래된 문명과는 달리 국경이라는 것에 통제받지 않고 모든 사람에게 이익이 되기보단 특정한 계층에게만 이익이 가도록 하는 사회 체제에도 억압받지 않은 그러한 삶을 의미하는 것이었다. | ” |

## 20세기와 21세기 이후
최근 몇 년 사이에, 국가 이상으로 아메리칸 드림의 개념은 각종 조직에 의해 공부되었다. 결론적으로 미국이 가장 부유했던 1990년과 2000년 사이에 많은 사람들은 아메리칸 드림에 대한 신뢰를 잃어버렸다.

## 문화적 배경
몇몇에 저자들은 아메리칸 드림에 대한 개념을 비평하기 위해 책을 출간하기도 했다. 저자 존 스타인벡은 《생쥐와 인간》이라는 책을 썼고, 작가 신클레어 루이스는 그의 책 《배빗》에서 20세기의 억압적이고, 이기적인 사회를 비판하였으며, 저자 F. 스콧 피츠제럴드 또한 《위대한 개츠비》 라는 책 속에서 아메리칸 드림에 관한 이기적, 매춘, 주류밀매, 간동, 출세를 위한 노력 등 어두운 면모를 주제로 다뤘다. 또한 저자 헌터 S. 톰슨의 책, 《라스베가스의 공포와 혐오》 속에서 아메리칸 드림의 기반을 잡기위해 1970년도 초 리처드 닉슨의 냉소적인 정치제도, 폭력, 탐욕, 무지, 부도덕한 애국심, 개인소외, 풍토병 같은 악조건과 싸워야했던 당시 미국 사회를 잘 묘사했다.
아서 밀러의 책 《세일즈맨의 죽음》 또한 아메리칸 드림에 대한 비평작이라고 할 수 있다. 이 책의 주인공인 세일즈맨은 아메리칸 드림에 대한 희망을 쫓아가다 파멸하게 되는데, 이 주인공의 삶은 월스트리트의 붕괴로 인해 자신의 가족이 운영하던 기업이 파산하게 된 저자의 아픈 기억을 반영하는 것이다. 아메리칸 드림에 대한 연구는 영화에서도 계속됐다. 그중 1969년도에 개봉한 영화 《이지 라이더》에서 배우들은 진정한 미국을 찾기 위해 긴 여행을 한다. 미국 코미디언 조지 칼린은 “미국인의 꿈이라고 불리는 이유는 그것을 믿기 위해선 수면상태여야 하기 때문이다,” 라고 농담을 했다. 캐스팅 크라운즈는 그들의 첫 앨범에 〈아메리칸 드림〉이라는 곡을 수록했다. 이 곡의 내용은 물질적인 부와, 힘을 추구하는 삶이 초래할 수 있는 부정적인 결과에 대한 내용을 담고 있다.
《워치맨》이라는 책 속에서의 아메리칸 드림은 이렇게 묘사되었다.
코미디언과 나이트 올브는 냉전에 반대하는 반대세력이 지나갔던 길을 청소 중이었다. 코미디언과 말다툼을 한  후 의기소침해진 나이트 올브는 물었다. 이 나라는 엉망이 되어가고 있어. “미국이 어찌되려고 이러지? 아메리칸 드림은 어떻게 된 거야?”  그러자 코미디언은 폭동으로 인해 폐허가 된 곳에 서서 총을 휘두르며 “현실이 되었어, 네가 지금 보고 있잖아.” 라고 말했다.

## 같이 보기
- 한국계 미국인
- 미국의 이민
- 중국몽 - 아메리칸 드림의 중국 버전